# The Secret Show
The Secret Show è una serie televisiva d'animazione britannica prodotto da Collingwood O'Hare Entertainment e commissionato da BBC Worldwide in collaborazione con BBC Children's. Ha debuttato il 16 settembre 2006 durante TMi su BBC Two. È stata trasmessa in Italia su Rai Sat Smash, dal 20 dicembre 2006 ed in seguito su Rai 3. La serie è composta da due stagioni di 26 episodi, per un totale di 52 puntate.

## Trama
La serie narra di due agenti segreti, Anita Knight e Victor Volt, che cercano di salvare il mondo dalle minacce di diversi nemici. Lavorano per l'organizzazione segreta, U.Z.Z, gestita dal loro agente in comando, il cui nome in codice viene "cambiato quotidianamente" per motivi di sicurezza, sempre con una frase insolita o ridicola. U.Z.Z comprende anche il Professor Professor, le cui invenzioni spesso salvano la situazione; L'agente speciale Ray che spesso conduce missioni dietro le quinte; e un ampio team di agenti standard.
Spesso contrastano le minacce del loro principale nemico, T.H.E.M. - L'orribile minaccia malvagia. T.H.E.M è guidata dal malvagio antagonista della serie, la Dottoressa Doctor, che ha intenzione di conquistare il mondo, e dal suo team di agenti chiamato "Expendables" che indossano caschi stile palla da biliardo. Tuttavia, alcuni episodi presentano una serie diversa di nemici, come le specie sotterranee di Imposters o Reptogators, l'alieno spaziale Floaty Heads o la tata dell'Imbroglione da bambina, che ha piani di dominazione del mondo tutti suoi. Molti episodi presentano un cilindro arancione sigillato, noto solo come "The Secret Thing". Non si sa cosa sia effettivamente la Cosa Segreta, anche se in un episodio il Dottor Dottore la ruba, tuttavia è un falso, pieno di coriandoli. Anche quando non è centrale nell'episodio, la Cosa Segreta è sempre presente, spunta per metà da qualche parte. Ogni episodio presenta anche un ragno robotico che cammina sul muro e un codice a quattro cifre che può essere inserito sul sito web di Secret Show per sbloccare gli extra.
Lo spettacolo non inizia mai come "The Secret Show", ma piuttosto come "Lo show dei teneri coniglietti" per bambini piccoli, che presenta la Dolce Nonnina su una sedia a dondolo, con un banjo e sei morbidi coniglietti rosa. Mentre inizia a cantare la sigla del suo spettacolo, viene interrotta dagli agenti degli U.Z.Z. che irrompono, guidati dall'agente Ray, e requisiscono lo spettacolo, utilizzando sempre un metodo diverso. Quindi inizia The Secret Show, con grande sgomento di Dolce Nonnina. I conigli, tuttavia, compaiono spesso durante lo spettacolo in luoghi inaspettati. Nell'episodio "Il testardo dolce nonnino", Dolce Nonnino appare al posto della Nonnina perché stava subendo un'operazione di sostituzione dell'anca. Quando lo spettacolo viene interrotto da Ray, il nonno prende i coniglietti e scappa dagli agenti apparendo diverse volte nella puntata. La versione americana a volte modifica questa apertura fuori dalla trasmissione.

## Personaggi

### Agenti U.Z.Z
- Victor Volt: è uno dei due protagonisti; indossa una tuta blu e guida una skybike viola, è in coppia con Anita Knight. È l'unico agente americano, è stato reclutato dagli U.Z.Z a una convention di fumetti a San Diego, si distrae facilmente e spesso agisce in modo infantile, a volte mettendo i due agenti nei guai o causando una crisi che richiede un ulteriore intervento da parte degli U.Z.Z. Il livello di competenza di Victor generalmente cambia a seconda della situazione; in alcuni casi agisce in modo incompetente, mentre solo in scene successive può manipolare brillantemente la situazione. Victor è anche un vegetariano e un "Campione del nono grado del salto di pietre" (rivelato nell'episodio "The Abyss"). Doppiato in inglese da Alan Marriott e in italiano da Francesco Prando.
- Anita Knight: è una dei due protagonisti; con i capelli biondi che terminano in un grazioso ricciolo, indossa una tuta viola e una fascia per la testa e guida una skybike verde, è partner di Victor Volt. Un po 'più intelligente di Victor, spesso deve salvare la situazione pericolosa in cui Victor li mette. È allergica all'acqua di mare, ma quando è in acqua di mare, le cresce una coda di sirena (per ragioni sconosciute). Doppiata in inglese da Kate Harbour e in italiano da Laura Lenghi.
- Professor Professor: È un brillante scienziato tedesco e l'unico altro membro degli U.Z.Z a parte Victor e Anita che siedono nella sala riunioni principale con L'Imbroglione. Ha una testa calva con alcuni capelli verdi nella parte posteriore, e indossa occhiali rossi e talvolta porta un "bastone appuntito" che si estende. Parla con un accento tedesco. Sebbene sia una specie di scienziato pazzo, le sue invenzioni sono spesso brillanti, anche se occasionalmente alcune possono ritorcersi contro (motivo per cui definisce la maggior parte delle sue invenzioni "totalmente non testate e altamente pericolose") e creare una minaccia, come una cura della calvizie che minaccia di consumare la terra con i capelli e pidocchi giganti. I suoi genitori hanno sempre desiderato un professore in famiglia, così lo chiamarono Professor, e quando divenne professore alla U.Z.Z. è stato chiamato Professor Professor (L'Imbroglione lo chiama un nome sciocco). Una volta era uno studente presso "The School for the Chronically Gifted", e un compagno di classe dell'antagonista dello show, Dottoressa Doctor. L'Imbroglione ha l'impressione che sia francese. Professor domanda sempre a Victor "Sei ancora vivo?" dopo che si è schiantato in seguito ad incidenti da lui causati. Doppiato in inglese da Rob Rackstraw e in italiano da Oliviero Dinelli.
- L'Imbroglione: è il leader degli U.Z.Z., con un forte accento britannico, baffi e un abito di classe. Ha sempre un nuovo nome all'inizio di ogni episodio; dirà che "Per motivi di sicurezza, il mio nome viene cambiato ogni giorno. Oggi puoi chiamarmi ..." prima di utilizzare il suo cellulare speciale per ottenere il suo ultimo nome in codice. Questo si rivela sempre ridicolo, con grande divertimento di Victor, Anita e il Professor Professor. Prima di diventare il comandante, L'Imbroglione era un tempo uno dei migliori agenti che occupavano il ruolo che ora ha Victor; era in coppia con Lucy Woo, la controparte di Anita, e lei è l'unica a sapere qual è il vero nome dell'Imbroglione. Viaggia sempre con il caminetto accanto a cui appoggiarsi. Sebbene eccelle come leader degli U.Z.Z, il vero lavoro sul campo non è più il suo punto di forza, dal momento che apparentemente non ne ha fatto molto in molti anni, ma in un episodio lui e il Professor Professor vengono retrocessi quando cadono accidentalmente in una sezione di addestramento. Doppiata in inglese da Keith Wickham e in italiano da Teo Bellia.
- Agente speciale Ray: è il comandante dell'Unità degli U.Z.Z. e fornisce supporto per Victor e Anita sul campo. È bravo a mantenere sempre la calma. Ray ha un accento britannico, capelli stile Elvis, un completo blu ufficiale, un comunicatore con la cuffia nell'orecchio e indossa sempre occhiali da sole. Spesso è in missione dietro le quinte, viene visto all'inizio dello spettacolo quando lui e i suoi agenti ripuliscono il set di "The Fluffy Bunny Show", ospitato da Sweet Little Granny, dicendo "questa fascia oraria è urgentemente necessaria". È anche vegetariano (anche se mangia pesce) e ha un nipote di nome Roy. Doppiato in inglese da Martin Hyder e in italiano da Stefano Mondini.
- Agente Kowalski: È l'unica altra agente degli Stati Uniti d'America vista in The Secret Show, oltre ad Anita. Si sa poco di lei, tranne che è il grado di un agente standard degli U.Z.Z., è un'americana ed è nuova negli U.Z.Z.

### Antagonisti
- Dottoressa Doctor: è la principale antagonista di The Secret Show e capo della malvagia organizzazione T.H.E.M (The Horrible Evil Menace). Intenta a conquistare il mondo, è la causa di molti dei problemi degli Stati Uniti, ma fallisce sempre. È anche nota per i suoi problemi di vista e i suoi denti che sembrano vibrare ogni volta che parla al di sopra di un sussurro. Doppiata in inglese da Kate Harbour e in italiano da Anna Cugini.
- T.H.E.M. (The Horrible Evil Menace): è l'organizzazione guidata dal malvagio Doctor Doctor, che ha intenzione di conquistare il mondo, con il suo team di agenti, noti come "Expendables" che indossano elmetti in stile palla da biliardo. Ogni casco ha un numero ad eccezione di quello indossato da Kent B. Trusted. Il suo elmo ha la lettera "X" invece di un numero.
- Gli impostori: sono criminali estremamente pericolosi che vivono a 90 miglia sotto la superficie della Terra e possono "impostare" gli umani usando la "replica ologrammatica" con il loro simbolo a forma di occhio sul petto. A loro piace il freddo e sono allergici ai pinguini. Dentro i loro abiti sono creature piccole, con un occhio solo, simili a vermi, che possono cambiare taglia per assomigliare a vermi giganti. Il loro leader è noto come Red Eye con un occhio rosso e un simbolo a forma di occhio sul petto. Quando non sostituiscono gli umani, parlano in modo incomprensibili, anche se possono essere ascoltati per distinguere la frase "ding ba-doo" che significa congelare il mondo. Gli impostori, al di fuori delle loro tute, possono sopravvivere solo a temperature inferiori allo zero, quindi il loro obiettivo finale è creare una nuova era glaciale.
- Le teste fluttuanti: conosciute come Zurbulons, come rivelato nell'episodio Secret Santa; sono alieni del pianeta Zabulon e sono forme di vita basate sull'elio, le cui teste piene di elio fluttuano sopra i loro corpi. Il loro leader è il dodicenne Prince Spong, che ha molta paura di sua madre. Questi non hanno mai perdonato Victor per aver mentito a "la palla di spugna", e Prince Spong non ha mai perdonato L'Imbroglione per averla mangiata. I Floaty Heads chiamano gli umani "Teste appiccicose". C'è anche la sorella di Spong, la principessa Ping, che potrebbe avere una piccola cotta per Victor. Per qualche strana ragione, quando arrivano, si sente il suono della rovina imminente. Organizzano "cerimonie saltellanti" per i Floaties che faranno fluttuare la testa fuori dai loro corpi. L'unica cerimonia conosciuta è quella di Ping che era spaventata. Alle cerimonie tutti gridano il nome della persona e si alzano per aiutarla a scoppiare. Ping pensava che fosse molto difficile. Alle cerimonie si scambiano le teste. Alla cerimonia di Ping, Victor o "Pong" le disse di respirare e spingere, come se fosse un essere umano che partorisce. Le cerimonie pop-out sono cerimonie che le teste fluttuanti fanno per i giovani fluttuanti quando diventano adulti. Prima che diventino galleggianti come Spong hanno solo un bulbo oculare che sporge. La testa fluttuante che sta per uscire viene chiamata circa cinque volte, quindi si gonfia fino a quando non scoppia. Una delle uniche cerimonie conosciute era quella della Principessa Ping e l'ha trovata piuttosto difficile e spaventosa poiché ha avuto difficoltà a saltare fuori ed era spaventata anche a dire che sono una principessa coraggiosa nella sua stanza prima della sua cerimonia. Dopo che la testa esce fuori il resto dei partecipanti applaude e la madre di Spong e Ping dice al fluttuante con chi vogliono scambiare la testa (che può essere permanente o una forma di saluto). Alla cerimonia, Ping scelse Pong (che era solo Victor sotto mentite spoglie) finché non scoppiarono i palloncini che Victor e Anita stavano usando come finte teste. Ping non riuscì a credere che si fosse quasi scambiata con una testa appiccicosa. Sconvolta andò a piangere nella sua camera, ma Victor si scusò, lasciando che lui ed Anita andassero a mentire a Spong dicendogli che la sorella non aveva visto nessuna testa appiccicosa.
- I rettiliani: temute creature simili a rettili che vivono a 60 miglia sotto la superficie della Terra, naturalmente stupide e sono animali domestici terribili a causa del loro fetore. Diventano intelligenti solo risucchiando le onde cerebrali di altre creature. Sono in grado di correre a 83 miglia all'ora e talvolta si travestono per mimetizzarsi con gli umani. Le cinture di Victor e Anita suonano ogni volta che sono nelle vicinanze. Sono "vicini" sotterranei degli impostori perché vivono a 60 miglia sopra, mentre gli altri vivono a 90 miglia sotto.
- Lo Chef: è un cattivo che ha provato a cuocere Anita in una torta, ma non ci è riuscito. Il suo braccio sinistro è un frullino per le uova che chiama Mr. Wisk.

### Personaggi molto ricorrenti
- Il leader mondiale: è, come suggerisce il nome, il leader democraticamente eletto del mondo intero ed è un obiettivo per molti criminali. Il suo discorso sembra essere nient'altro che incomprensibile; suo marito è in grado di interpretare il suo presunto balbettio. Tuttavia, il sito ufficiale indica che il leader mondiale parli l'antica lingua azteca, anche se in modo molto discordante.
- Il marito del leader mondiale: è piccolo di statura e indossa una sorta di completo tipo armatura. Ha una voce tranquilla e sembra essere l'unica persona in grado di capire cosa dice il leader mondiale.
- Stacey Stern: è una giornalista, spesso annuncia la missione della puntata da parte degli U.Z.Z. Il suo slogan di chiusura è "Potresti essere te stesso, ma io sono Stacy Stern!"
- Dolce Nonnina: è la presentatrice di Lo show dei teneri coniglietti, trasmesso prima che The Secret Show "rubi" la sua fascia oraria per la televisione. È sposata con Dolce Nonnino, che una volta ha presentato "Lo Show dei teneri coniglietti" quando Dolce Nonnina stava subendo un'operazione di sostituzione dell'anca. Quando ha fatto il suo debutto allo show, era conosciuta come Sweet Little Girl e L'Imbroglione ha guidato una squadra di agent U.Z.Z. per rubare la fascia oraria proprio come fa attualmente l'agente speciale Ray. Doppiata in italiano da Graziella Polesinanti.
- Alphonse: È un artista, sebbene sia stato visto anche produrre un film di formazione U.Z.Z., partecipando a un brano musicale al concorso di inno mondiale e commentando le corse illegali di monumenti come "corrispondente architettonico" di Stacey Stern. È anche un ammiratore segreto di Anita ed evita regolarmente Victor, con sua grande angoscia. Tortura anche Victor con alcune delle sue opere d'arte (come la sua palla di bianchezza fatta di lanugine dell'ombelico).
- Kent B. Trusted: è, all'insaputa degli U.Z.Z., un agente doppiogiochista che lavora per T.H.E.M. Ha guadagnato la medaglia più alta che puoi ottenere come agente U.Z.Z. quando ha cercato di aiutare il Dottor Dottore fallendo. Il suo nome è un gioco di parole sulla frase "Non ci si può fidare".

### Altri
- The Kid: un ragazzo genio che è il VERO leader degli U.Z.Z. È presente solo in "Reptogator Attack".
- The Secret Man: il miglior agente U.Z.Z. dopo a "La donna segreta per la quale L'Imbroglione ha una cotta".
- Professor Zoomottle: è un personaggio che appare in Monument Racers. È il vecchio insegnante del Professor Professor e Doctor Doctor della School for the Chronically Gifted. I suoi migliori studenti erano i geni gemelli Aaron e Darren che stavano causando il caos facendo correre monumenti in tutto il mondo usando il Weird Little Motor Thingies, ma dopo che gli agenti U.Z.Z. sventarono la minaccia, decollarono con una gelatina di fuoco. Fa anche un'apparizione in "The Z-Ray Goggles of Power", che era solo il Professor Professor sotto mentite spoglie.

## Veicoli ed equipaggiamento

### Skybike
La Skybike è il veicolo volante di serie per agenti U.Z.Z, simile nell'aspetto a moto d'acqua, con un singolo jet o motore a razzo sul retro per la propulsione e due retro-booster più piccoli sulla parte anteriore. Nell'episodio "Monument Racers", il Professor Professor inventò dei giganteschi motori ad alta velocità installati sul retro della Skybike, utilizzati per raggiungere i monumenti volanti. Le skybikes sono in grado di decollare e atterrare verticalmente, oltre ad essere in grado di librarsi e volare all'indietro e hanno un carrello retrattile a treppiede. La maggior parte degli agenti U.Z.Z. le skybikes sono blu, ma quella di Anita Knight è verde e quella di Victor Volt è viola. Le Skybikes sono dotate di molti gadget e attrezzature adatti a un gran numero di situazioni, tra cui un laser Bike Cannon, una cupola di vetro retrattile per l'uso nello spazio o sott'acqua, impugnature ad artiglio e magneti per afferrare e persino un campo di forza anti-meteorite Deflettore per fornire protezione contro i detriti spaziali. La skybike è stata rubata una volta dal dottor Dottore. T.H.E.M hanno copiato il veicolo ma presenta la forma di un aracnide, e a volte, il Dottor Dottore lo cavalca seduta nella parte posteriore (come su un trono) mentre è guidato da un Espendibile, come un carro.

## Episodi
| Episodio n. | Titolo originale                  | Titolo italiano                    | Prima TV Regno Unito |
| ----------- | --------------------------------- | ---------------------------------- | -------------------- |
| Stagione 1  |                                   |                                    |                      |
| 1           | The Secret Thing                  | L’oggetto segreto                  | 16 settembre 2006    |
| 2           | Who Stole Switzerland?            | Ladri di gravità                   | 23 settembre 2006    |
| 3           | Bogie Ball                        | Soffice Palla                      | 30 settembre 2006    |
| 4           | Wedgie Attack!                    | Codice Cioccolata                  | 7 ottobre 2006       |
| 5           | Commando Babies                   | La Tata                            | 14 ottobre 2006      |
| 6           | Bad Hair Day                      | Diaboliche Parrucche               | 14 ottobre 2006      |
| 7           | And That's For Helsinki           | Pericolo su Helsinki               | 21 ottobre 2006      |
| 8           | The Ball of Spong                 | La Palla di Spong                  | 21 ottobre 2006      |
| 9           | Destination Sun                   | Destinazione Sole                  | 28 ottobre 2006      |
| 10          | The Secret Room                   | La Stanza segreta                  | 28 ottobre 2006      |
| 11          | Alien Attack                      | Attacco Alieno                     | 4 novembre 2006      |
| 12          | Mirror Mirror                     | Specchio delle mie brame           | 4 novembre 2006      |
| 13          | Dr. Hypno Returns Again!          | Il Dottor Hypno                    | 11 novembre 2006     |
| 14          | Secret Sleep                      | Il sonno segreto                   | 11 novembre 2006     |
| 15          | Super-Vic!                        | Super-Vic!                         | 18 novembre 2006     |
| 16          | The Thing That Goes Ping          | Il trapezio delle Bermuda          | 18 novembre 2006     |
| 17          | The Trousers of Doom              | I Pantaloni della Condanna         | 25 novembre 2006     |
| 18          | What's in the Box?                | Il segreto della scatola           | 25 novembre 2006     |
| 19          | Return of the Killer Toothbrush   | Spazzolino,il ritorno              | 2 dicembre 2006      |
| 20          | Reptogator Attack!                | Attacco di Reptogator!             | 2 dicembre 2006      |
| 21          | Mr. Atom                          | Mister Atomo                       | 9 dicembre 2006      |
| 22          | When Good Food Goes Bad           | Sorpresa Vegetale                  | 9 dicembre 2006      |
| 23          | Flick the Switch                  | L’interruttore misterioso          | 16 dicembre 2006     |
| 24          | Giant Brain of Terror!            | Il Cervello Gigante                | 16 dicembre 2006     |
| 25          | You're History!                   | Ritorno alle origini               | 23 dicembre 2006     |
| 26          | A Purrfect Villain                | Il testardo dolce nonnino          | 23 dicembre 2006     |
| Stagione 2  |                                   |                                    |                      |
| 27          | Lucky Leo                         | Fortunato Leo                      | 17 febbraio 2007     |
| 28          | Zombie Attack!                    | Zombie all'attacco                 | 24 febbraio 2007     |
| 29          | Imposting the Imposters           | Inganno per inganno                | 3 marzo 2007         |
| 30          | Ammonites Rule!                   | Regole di ammonia                  | 10 marzo 2007        |
| 31          | Victor of the Future              | Victor del Futuro                  | 17 marzo 2007        |
| 32          | Monument Racers                   | Monumenti Volanti                  | 24 marzo 2007        |
| 33          | Impostor Attack!                  | Era Glaciale                       | 31 marzo 2007        |
| 34          | Secret Spider                     | Ragno Segreto                      | 7 aprile 2007        |
| 35          | Rise of the Floaty-Heads          | Cerimonia dei Fluttuanti           | 14 aprile 2007       |
| 36          | Catch the Birdman!                | Caccia all'Uomo Uccello            | 15 aprile 2007       |
| 37          | World Anthem                      | Inno del mondo                     | 7 maggio 2007        |
| 38          | It's a Hamster World              | Mondo di Criceti                   | 8 maggio 2007        |
| 39          | The Fluffy Bunnython of Doom      | Gara di solidarietà                | 27 ottobre 2007      |
| 40          | The Wobble Men from Dimension Ten | Tremolanti della Decima Dimensione | 27 ottobre 2007      |
| 41          | Mission to Monkey Nut Island      | Missione Porridge                  | 27 ottobre 2007      |
| 42          | A Hairy Scary World               | Spaventoso mondo dei Pidocchi      | 21 aprile 2007       |
| 43          | World Savers                      | Difensori del mondo                | 22 aprile 2007       |
| 44          | The Hand                          | La Mano                            | 23 aprile 2007       |
| 45          | Secret Santa                      | Agente Babbo Natale                | 27 ottobre 2007      |
| 46          | The Z-Ray Goggles of Power        | Occhialoni del potere              | 24 aprile 2007       |
| 47          | The Secret Man                    | L'Uomo segreto                     | 25 aprile 2007       |
| 48          | Planet Professor Professor        | Pianeta Professor Professor        | 26 aprile 2007       |
| 49          | The Abyss                         | Gli Abissi                         | 27 ottobre 2007      |
| 50          | Stuff Stealers                    | Ruba Roba                          | 28 aprile 2007       |
| 51          | The Villain Nobody Took Seriously | Elezioni Mondiali                  | 29 aprile 2007       |
| 52          | Secret Double Agent               | Doppio Gioco                       | 30 aprile 2007       |

## Premi
Nel 2007, The Secret Show ha vinto due Children's BAFTA Awards, uno per lo spettacolo stesso (come Miglior spettacolo animato) e uno per il suo sito web (nella categoria Miglior Interattivo).
The Secret Show ha avuto diverse importanti guest star, tra cui Tom Baker nel ruolo di Robert Baron, Stephen Fry nel ruolo di Lucky Leo, Penelope Keith nel ruolo di Nana Poo-Poo, Mike Reid nel ruolo di Mr Atom e Felicity Kendal nel ruolo di Lucy Woo.